# الناحية المركزية (مقاطعة غرمي)
الناحية المركزية لمقاطعة غرمي (بالفارسية: بخش مرکزی شهرستان گرمی) هي الناحية المركزية في مقاطعة غرمي، محافظة أردبيل، إيران. في تعداد عام 2006 ، كان عدد سكانها 48,790 في 10,528 عائلة. وفيها مدينة واحدة: غرمي. ويتبعها أربعة أقسام ريفية: قسم اني الريفي، قسم اجارود الغربي الريفي، قسم اجارود المركزي الريفي، قسم اجارود الشمالي الريفي.